# Manio
Manio, eg. Daniel Lind, född 27 december 1987 i Upplands Väsby, numera bosatt i Bromma utanför Stockholm är en svensk houseartist. 
Manio började som tranceartist under tidigt 2000-tal och har 2010 valt att nischa sig främst mot electrohouse, progressive house och i viss mån eurotrance. Manio har idag distributionsavtal med Ubetoo Beats och hade under hösten 2010 haft flertalet välspelade låtar, såsom Now move och Up syndrome. 5 juni 2013 släpptes singeln "Echolypse" med radio edit och original mix. En vocal edit är också planerad. Singeln släpps via Record union, och inte via Ubetoo som tidigare distributör.

## Diskografi

### Singlar
- 2013 - "Echolypse"
- 2012 - "Night diaper" (Knightrider remix)
- 2012 - "Fantastic"
- 2012 - "Blondie"
- 2011 - "Ladybug"
- 2011 - "The rice"
- 2010 - "Menthol"
- 2010 - "Now move"
- 2010 - "Up syndrome"
- 2010 - "Fucka ur"